# Список глав государств в 1839 году
| 1838 ← Список глав государств по годам → 1840 |

## Азия
- Абхазское княжество — Михаил (Хамуд-бей), князь[англ.] (1822—1864)
- Абу-Даби — 
  - Халифа ибн Шахбут аль-Нахайян, шейх[англ.] (1833—1845)
  - Султан ибн Шахбут аль-Нахайян, шейх[англ.] (1833—1845)
- Афганистан (эмират) — 
  - Дост Мухаммед, эмир[англ.] (1823—1839, 1845—1863)
  - Шуджа-Шах, эмир[англ.] (1839—1842)
- Бахрейн — 
  - Абдалла ибн Ахмад Аль Халифа, хаким (1795—1843)
  - Мухаммед ибн Халифа Аль Халифа, хаким (1834—1842, 1843—1868)
- Бруней — Омар Али Сайфуддин II, султан (1828—1852)
- Бутан — Дорджи Норбу, друк дези (1838—1847)
- Великих Моголов империя — Бахадур Шах II, падишах (1837—1857)
- Вьетнам — Нгуен Тхань-то (Минь Манг), император (1820—1841)
- Гератское ханство — Камран ибн Махмуд, хан (1818—1842)
- Дубай — Мактум ибн Бути, шейх[англ.] (1833—1852)
- Индия —
  - Аджайгарх — Мадхо Сингх, раджа (1837—1849)
  - Алвар — Бан Сингх Прабхакар, раджа (1815—1857)
  - Алираджпур — Джашвант Сингх, рана (1818—1862)
  - Амбер (Джайпур) — Рам Сингх II, Махараджа савай (1835—1880)
  - Аркот (Карнатака) — Гулам Мухаммад Гхаус-Хан, наваб (1825—1855)
  - Баони — Мухаммад Хусейн, наваб (1838—1859)
  - Бансвара — Бахадур Сингх, раджа (1838—1844)
  - Барвани — 
    - Мохан Сингх, рана (1794—1839)
    - Джашвант Сингх, рана (1839—1861, 1873—1880)

  - Барода — Саяджи Рао Гаеквад II, махараджа (1818—1847)
  - Башахра[англ.] — Махендра Сингх, рана[кат.] (1815—1850)
  - Бенарес — Ишвари Прасад Нарайян Сингх, раджа (1835—1889)
  - Биджавар — Лакшман Сингх, раджа (1833—1847)
  - Биканер — Ратан Сингх, махараджа[англ.] (1828—1851)
  - Биласпур (Калур) — 
    - Шарак Чанд, раджа (1824—1839)
    - Джагат Чанд, раджа (1839—1850)

  - Бунди — Рам Сингх, раджа (1821—1889)
  - Бхавнагар — Ваджесинхжи Вакхатсинхжи, такур сахиб (1816—1852)
  - Бхаратпур — Балвант Сингх, махараджа (1826—1853)
  - Бхопал — Джахангир Мохаммад Хан, наваб (1837—1844)
  - Ванканер — 
    - Чандрасинхжи II Кесарисинхжи, махарана радж сахиб (1787—1839)
    - Вахатсинхжи Чандрасинхжи, махарана радж сахиб (1839—1860)

  - Гангпур[англ.] — Джагадев Шехар Део, Раджа[англ.] (1831—1852)
  - Гархвал — Сударшан Шах, махараджа (1824—1859)
  - Гвалиор — Джанкоджи II Шинде, махараджа (1827—1843)
  - Гондал — Чандрасинхжи Деважи, тхакур сахиб (1821—1841)
  - Даспалла[англ.] — Кришна Чандра Део Бханж, раджа[англ.] (1805—1845)
  - Датия — 
    - Паричат Сингх, раджа (1801—1839)
    - Биджай Сингх Бахадур, раджа (1839—1857)

  - Девас младшее[англ.] — Ананд Рао, раджа[англ.] (1817—1840)
  - Девас старшее[англ.] — Рукмангад Тукоджи Рао, раджа[англ.] (1827—1860)
  - Джанжира — Мохаммад Хан I, наваб (1826—1848)
  - Джайсалмер — Джай Сингх, махараджа (1820—1846)
  - Джалавад (Дрангадхра) — Амарсинхжи II Раисинхжи, сахиб (1804—1843)
  - Джаора — Гхаус Мухаммад Хан, наваб (1825—1865)
  - Дженкантал[англ.] — Бхагиратха, Махараджа[англ.] (1830—1873)
  - Джинд — Саруп Сингх, раджа (1837—1864)
  - Джхабуа — Ратан Сингх, раджа (1832—1840)
  - Джунагадх — Мухаммад Бахадур Ханжи I, наваб (1811—1840)
  - Джхалавар — Мадан Сингх, махараджа рана (1838—1845)
  - Дхар — Джешвант Радж II Павар, рана (1834—1857)
  - Дхолпур — Бхагвант Сингх, рана (1836—1873)
  - Дунгарпур — Джасвант Сингх II, Махараджа  (1808—1844)
  - Идар — Шри Сир Джаван Сингх, махараджа (1833—1868)
  - Индаур — Хари Холкар IX, махараджа (1834—1843)
  - Камбей — Банда Али Хан, наваб (1823—1841)
  - Капуртхала — Нихал Сингх, махараджа (1837—1852)
  - Караули — Пратап Пал, махараджа (1837—1849)
  - Кач — Дешалджи II, раджа (1819—1860)
  - Кишангарх — Мокхам Сингх, махараджа (1832—1840)
  - Колхапур — Шиваджи IV, раджа (1838—1866)
  - Кота — Рам Сингх II, махараджа (1828—1866)
  - Кочин — Рама Варма XII, махараджа (1837—1844)
  - Куч-Бихар — 
    - Харендра Нарайян, раджа (1783—1839)
    - Шивендра Нарайян, раджа (1839—1847)

  - Ладакх — 
    - междуцарствие (1837—1839)
    - Цепал Дондуп Намгьял, раджа[англ.] (1802—1837, 1839—1840)

  - Лохару — Аминуддин Ахмад Хан, наваб (1835—1869)
  - Лунавада[англ.] — Фатех Сингх, рана[англ.] (1818—1849)
  - Майсур — Кришнараджа Водеяр III, султан (1799—1868)
  - Малеркотла — Амир Али Хан, наваб (1821—1846)
  - Манди — 
    - Залим Сен, раджа (1826—1839)
    - Бальбир Сен, раджа (1839—1851)

  - Манипур — Чандракитри Сингх, раджа[англ.] (1834—1844, 1850—1886)
  - Марвар (Джодхпур) — Ман Сингх, махараджа (1803—1843)
  - Мевар (Удайпур) — Сардар Сингх, махарана (1838—1842)
  - Морви — Притхираджи Джияджи, сахиб (1828—1846)
  - Мудхол — Вьянкатрао I, раджа (1818—1854)
  - Набха — Джашвант Сингх, махараджа (1783—1840)
  - Наванагар — Ранмалджи II Сатаджи, джам (1820—1852)
  - Нагпур — Рагходжи III, махараджа (1818—1853)
  - Нарсингхгарх — Ханвант Сингжи, раджа (1827—1873)
  - Орчха — Таж Сингх, раджа (1834—1842)
  - Паланпур — Фатех Мохаммад Хан, диван (1812—1813, 1813—1854)
  - Панна — Харбанс Рай, раджа (1834—1849)
  - Патиала — Карам Сингх, махараджа (1813—1845)
  - Порбандар — Викрамаджи Химоджираджи, рана (1831—1900)
  - Пратабгарх — Савант Сингх, махарават (1774—1844)
  - Пудуккоттай — 
    - Рагхунатха Тондемен II, раджа (1825—1839)
    - Рамачандра Тондемен, раджа (1839—1886)

  - Раджгарх — Моти Сингх, рават (1831—1880)
  - Раджпипла — Верисалжи II, махарана (1821—1860)
  - Радханпур — Мухаммад Джоравар Шир Хан, наваб (1825—1874)
  - Рампур — Ахмад Али Хан, наваб (1794—1840)
  - Ратлам — Балвант Сингх, махараджа (1824—1857)
  - Рева — Вишванат Сингх, раджа (1835—1854)
  - Савантвади — Кхем Савант Бхонсле IV, раджа (1812—1867)
  - Саилана — Нахар Сингх, раджа (1827—1841)
  - Самбалпур[англ.] — Нарайян Сингх, раджа[англ.] (1833—1849)
  - Самтар — Хиндупат Сигнх, раджа (1827—1864)
  - Сангли — Чинтаман Рао I, раджа (1782—1851)
  - Сирмур — Фатех Пракаш, махараджа (1815—1850)
  - Сирохи — Удайибхан Сингх, раджа (1808—1847)
  - Ситамау — Раж Рам Сингх I, раджа (1802—1867)
  - Сонепур — Притхви Сингх Део, раджа (1781—1841)
  - Сукет — Угар Сен II, раджа (1838—1876)
  - Танджавур — Шиваджи, раджа (1832—1855)
  - Тонк — Мухаммад Вазир Хан, наваб (1834—1864)
  - Траванкор — Свати Тирунал Рама Варма, махарани (1813—1846)
  - Трипура — Кришна Кишоре Маникья, раджа[англ.] (1829—1849)
  - Фаридкот — Пахар Сингх, раджа (1827—1849)
  - Хайдарабад — Асаф Джах IV, низам (1829—1857)
  - Хиндол[англ.] — Харихара, раджа[англ.] (1829—1841)
  - Чамба — Чархат Сингх, раджа (1808—1844)
  - Чаркхари — Ратан Сингх, раджа (1829—1860)
  - Чхатарпур — Пратап Сингх, раджа (1816—1854)
  - Шахпура — Мадхо Сингх, раджа (1827—1845)
- Индонезия —
  - Аче — Алауддин Сулейман Али Искандер, султан (1838—1857)
  - Бачан — Мухаммад Гаятуддин Корнабе, султан[англ.] (1826—1861)
  - Дели — Амалуддин Манжендар, туанку (1805—1850)
  - Джокьякарта — Хаменгкубувоно V, султан (1823—1826, 1828—1855)
  - Ланфан[англ.] — Гу Любо, президент[англ.] (1838—1842)
  - Мангкунегаран — Мангкунегара III, султан (1835—1853)
  - Понтианак — Осман Алькадри, султан (1819—1855)
  - Сиак — Аль-Саид аль-Шариф Исмаил Абдул Джалил Зияифуддин, Султан (1827—1864)
  - Сулу — Джамалул Кирам I, султан[англ.] (1823—1844)
  - Суракарта — Пакубовоно VII, сусухунан (1830—1858)
  - Тернате — Мухаммад Зайн, султан (1823—1859)
  - Тидоре — Аль-Мансур Сираджуддин, султан[англ.] (1822—1856)
- Иран  — Мохаммед, шах (1834—1848)
- Йемен — 
  - Акраби — Хайдара ибн Аль-Махди аль-Акраби, шейх (1833— 1858)
  - Алави — Шаиф I аль-Алави, шейх (1800—1839)
  - Аудхали — Ахмад ибн Салих, |султан (ок. 1820 — 1870)
  - Верхняя Яфа — Кахтан II бин Умар аль-Хархара, султан (ок. 1815 — ок. 1840)
  - Катири — Галиб ибн Мухсин аль-Катир, султан (1830—1880)
  - Лахедж — 
    - Мухсин ибн Фадл, султан (1827—1839, 1839—1846, 1846—1847)
    - Ахмад II ибн Мухсин, султан (1839, 1847—1849)

  - Нижняя Яфа — Али I ибн Галиб аль-Афифи, султан (ок. 1800 — 1841)
  - Фадли — Ахмад IV бин Абдаллах аль-Фадли, султан (1828—1870)
  - Хаушаби — Мани ибн Саллам аль-Хаушаби, султан (1839—1858)
- Казикумухское ханство — Умму Кулсум-бике, ханша (1838—1841)
- Камбоджа — Анг Мэй, королева[англ.] (1834—1841)
- Китай (Империя Цин)  — Даогуан (Мяньнин), император[англ.] (1820—1850)
- Кувейт — Джабер I, шейх (1814—1859)
- Лаос  — 
  - Луангпхабанг  — 
    - междуцарствие (1837—1839)
    - Сукхасом, король (1839—1850

  - Тямпасак  — Хуай, король (1826—1841)
- Малайзия — 
  - Джохор — Али Искандар, Султан[англ.] (1835—1855)
  - Келантан — Мухаммад II, раджа[англ.](1837—1886)
  - Негери-Сембилан — Радин, ямтуан бесар (1824—1861)
  - Перак — Шихабуддин Риайят-шах, султан (1830—1851)
  - Селангор — Мухаммад, султан (1826—1857)
  - Сетул[англ.] — Тунку Бинсу ибн аль-Мархум Абдулла, раджа[англ.] (1809—1843)
  - Тренгану — 
    - Мухаммад-шах I, султан (1836—1839)
    - Омар Риаят Шах, султан (1839—1876)
- Мальдивы — Мухаммад Имадуддин IV, султан (1835—1882)
- Мегрельское княжество — Леван V Дадиани, князь (1804—1846)
- Мьянма (Бирма) — 
  - Йонгве[англ.] — Сао Се У II, Саофа[англ.] (1821—1852)
  - Кенгтунг[англ.] — Маха Хканан, саофа[англ.] (1815—1857)
  - Конбаун — Таравади, царь (1837—1846)
  - Локсок (Ятсок)[англ.] — Хкун Шве Эк, саофа[англ.] (1813—1850)
  - Мокме[англ.] — Хкам У, саофа[англ.]  (1831—1844)
  - Монгнай[англ.] — Монг Шве По, миоза[англ.]  (ок. 1802—1848)
  - Монгпай[кат.] — Хкам Йон, саофа[кат.] (1836—1890)
  - Монгпон[англ.] — Хкун Лек, саофа[англ.] (1816—1860)
  - Сенви[англ.] — Сао Хкам Ленг, саофа[англ.] (1838—1845)
  - Сипау[англ.] — Хкун Хкви, саофа[англ.] (1809—1843)
- Непал — Ражендра Бикрам, король (1816—1847)
- Оман — Саид ибн Султан, султан (1804—1856)
- Османская империя — 
  - Махмуд II, султан (1808—1839)
  - Абдул-Меджид I, султан (1839—1861)
- Пакистан — 
  - Бахавалпур — Мухаммад Бахавал Хан III, наваб (1826—1852)
  - Калат — 
    - Мераб II, хан (1817—1839)
    - Шах Наваз, хан (1839—1841)

  - Лас Бела — Мир-хан II, хан (1830—1869, 1877—1888)
  - Синд (династия Талпур) — Нур Мухаммад Хан, мир (1832—1841)
  - Хаирпур — Рустам Али Хан, мир (1830—1842)
  - Харан — Азад, мир (1833—1885)
  - Хунза[англ.] — Газанфур Хан, мир[англ.] (1825—1863)
  - Читрал — Шах Афзал II, мехтар (1838—1853)
- Рюкю — Сё Ику, ван (1835—1847)
- Сиам (Раттанакосин)  — Рама III (Чессадабодиндра), король (1824—1851)
- Сикким — Цудпуд Намгьял, чогьял (1793—1863)
- Саудовская Аравия — 
  - Джебель-Шаммар — Абдаллах ибн Али Аль Рашид, эмир (1836—1847)
  - Неджд — Халид ибн Сауд, эмир (1837—1841)
- Сикхское государство — 
  - Ранджит Сингх, махараджа (1801—1839)
  - Кхарак Сингх, махараджа (1839)
  - Нау Нихал Сингх, махараджа (1839—1840)
- Тибет — междуцарствие (1837—1842)
- Узбекистан — 
  - Бухарский эмират — Насрулла, эмир (1827—1860)
  - Кокандское ханство — Мухаммад Али, хан (1822—1841)
  - Хивинское ханство (Хорезм) — Аллакули, инак (1825—1842)
- Филиппины — 
  - Магинданао — Искандар Кудратуллах Мухаммад, султан (1830—1854)
- Чосон  — Хонджон, ван (1834—1849)
- Шарджа  — Султан I бин Сакр аль-Касими, эмир[англ.] (1803—1840, 1840—1866)
- Япония — 
  - Аяхито (император Нинко), император (1817—1846)
  - Токугава Иэёси, сёгун (1837—1853)

## Америка
- Аргентина — Хуан Мануэль де Росас, губернатор провинции Буэнос-Айрес (1829—1832, 1835—1852)
- Боливия — 
  - Андрес де Санта-Крус, президент (1829—1839)
  - Хосе Мигель де Веласко Франко, президент (1828, 1829, 1839—1841, 1848)
- Бразильская империя — Педру II, император (1831—1889)
- Венесуэла — 
  - Карлос Сублетте, президент (1837—1839, 1843—1847)
  - Хосе Антонио Паэс, президент (1830—1835, 1839—1843, 1861—1863)
- Гаити[англ.] — Жан Пьер Буайе, президент (1818—1843)
- Гватемала — Мариано Ривера Пас, президент (1839—1842, 1842—1844)
- Гондурас — 
  - Хуан Франсиско де Молина, президент (1839)
  - Фелипе Нери Медина, президент (1839)
  - Хуан Хосе Альворадо, президент (1839)
  - Хосе Мария Герреро де Аркос, президент (1839)
  - Мариано Гарриго, президент (1839)
  - Хосе Мария Бустильо, президент (1839)
  - Совет министров (1839)
  - Франсиско Селайя-и-Айес, президент (1839—1841)
- Коста-Рика — Браулио Каррильо Колина, президент (1838—1842)
- Мексиканская республика — 
  - Анастасио Бустаманте, президент (1830—1832, 1837—1839, 1839—1841)
  - Антонио Лопес де Санта-Анна, президент (1833, 1834—1835, 1839, 1841—1842, 1843, 1844, 1847, 1853—1855)
  - Николас Браво Руэда, президент (1839, 1842—1843, 1846)
- Никарагуа — 
  - Хосе Нуньес, верховный директор (1838—1839)
  - Патрисио Ривас, верховный директор (1839, 1840—1841, 1855—1857)
  - Томас Вальядарес, верховный директор (1839—1840)
- Новая Гранада — Хосе Игнасио де Маркес, президент (1837—1841)
- Парагвай — Хосе Гаспар Родригес де Франсия, верховный диктатор (1814—1840)
- Перу — Августин Гамарра, президент (1829—1833, 1838—1841)
- Соединённые провинции Центральной Америки — 
  - Франсиско Морасан, президент (1830—1834, 1835—1839)
  - Диего Вихиль, президент (1839—1840)
- Соединённые Штаты Америки — Мартин Ван Бюрен, президент (1837—1841)
- Уругвай — Фруктуосо Ривера, президент (1830—1834, 1838—1843)
- Чили — Хосе Хоакин Прието Вьял, президент (1831—1841)
- Эквадор — 
  - Висенте Рокафуэрте, президент (1835—1839)
  - Хуан Хосе Флорес, президент (1830—1834, 1839—1845)

## Африка
- Аусса — Ханфаде ибн Эйдахис, султан (1832—1862)
- Ашанти — Кваку Дуа I, ашантихене (1834—1867)
- Баоль[фр.] — Лат Жеген Фаль, тень[фр.] (1832—1842)
- Багирми — Утман Буркоманда III аль-Кабир, султан (1806—1807, 1807, 1807—1846)
- Бамбара (империя Сегу) — 
  - Тьефоло Диарра, битон (1827—1839)
  - Ньянемба Диарра, битон (1839—1841)
- Бамум — Нгууо, мфон (султан)[англ.] (1818—1865)
- Бени-Аббас[англ.] — 
  - Ахмед Мокрани, султан[фр.] (1831—1837, 1838—1853)
  - Абдессалам Мокрани, султан[фр.] (1830—1831, 1837—1841)
- Бенинское царство — Осемвенде, оба[англ.] (1816—1848)
- Борну — Ибрагим IV, маи[нем.] (1820—1846)
- Буганда — Сууна II, кабака (1832—1856)
- Буньоро — Ньябонго II, омукама (1835—1848)
- Бурунди — Нтаре IV Ругамба, мвами (король) (1796—1850)
- Бусса[англ.] — Кисару Кисан Дого дан Джибрим, киб (1835—1843)
- Ваало[англ.] — Фара Пенда Адам Сал, король (1827—1830, 1832—1833, 1835—1840)
- Вадаи — Изз ад-Дин Мухаммад аль-Шариф, колак (султан)[англ.] (1835—1858)
- Варсангали[англ.] — Аюль, султан[кат.] (1830—1889)
- Вогодого — Карфо, нааба (1834—1842)
- Волаитта (Велайта)[нем.] — Дамота, каво[англ.] (1835—1845)
- Газа[англ.] — Сошангане, инкоси[кат.] (1828—1858)
- Гаро (Боша) — Дукамо, тато[англ.] (ок. 1790—1845)
- Гвирико[англ.] — 
  - Диори Уаттара, царь[англ.] (1809—1839)
  - Бако Мору Уаттара, царь[англ.] (1839—1851)
- Дагомея — Гезо, ахосу (1818—1858)
- Дамагарам — Ибрагим дан Сулейман, султан (1822—1841)
- Дарфур — 
  - Мухаммад III Фадл ибн Абд аль-Рахман, султан (1799—1839)
  - Мухаммад IV Хусейн ибн Мухаммад Фадл, султан (1839—1873)
  - Мухаммад Абу Мадьян, султан (1839—1843)
- Денди[англ.] — Бассару Мисси Изе, аскья[англ.] (1823—1842)
- Денкира[англ.] — Квадво Тибу I, денкирахене[англ.] (1813—1851)
- Джолоф — аль-Бури Там, буур-ба[англ.] (1838—1845)
- Зулусское королевство — Дингаан, инкоси (король) (1828—1840)
- Малагасийское королевство — Ранавалуна I, королева (1828—1861)
- Кайор — Майса Тенд Жор Самба Фаль, дамель (1832—1855)
- Каффа — Гаа Нетшотшо, царь (1821—1845)
- Кенедугу — Нианамага Траоре, фаама (ок.1835—ок.1840)
- Койя — Фатима Брима Кама, обаи (1826—1840)
- Конго — Андреа II, маниконго[англ.] (1830—1842)
- Лунда — Навеж II Дитенд, муата ямво (ок. 1800—1852)
- Маджиртин — Кисмаан II, султан (1815—1842)
- Мандара — Йяссе, султан (1828—1842)
- Марокко — Абд ар-Рахман, султан (1822—1859)
- Массина — Секу Амаду (Амаду Лоббо), ардо (альмами) (1810—1845)
- Нри[англ.] — Энвелеана I, эзе[англ.] (1795—1886)
- Руанда — Мутара II Рвогера, мвами (1802—1853)
- Салум — Бале Ндунгу Хуредья Ндао, маад (1823—1851)
- Свазиленд (Эватини) — междуцарствие (1836—1840)
- Сокото — Абу Бакр Атику, султан[англ.] (1837—1842)
- Такали[англ.] — Ахмад, мукук[англ.] (1835—1840)
- Твифо-Хеман (Акваму)[англ.] — Дарко Яв Кума, аквамухене (1835—1866)
- Трарза — Мохаммед аль-Хабиб, эмир (1827—1860)
- Тунис — Ахмад I ибн Мустафа, бей (1837—1855)
- Фута Торо — междуцарствие (1804—1859)
- Харар[англ.] — Абу Бакр II ибн Абд аль-Мунан, эмир[англ.] (1834—1852)
- Эфиопия — Сале Денгел, император (1832, 1832—1840, 1841—1845, 1845—1850, 1851—1855)

## Европа
- Андорра — 
  - Луи-Филипп I, король Франции, князь-соправитель (1830—1848)
  - Симо де Гвардиола-и-Хортонеда, епископ Урхельский, князь-соправитель (1827—1851)
- Бельгия — 
  - Леопольд I, король (1831—1865)
  - Бартелеми де Тё де Мейландт, премьер-министр (1834—1840, 1846—1847, 1871—1874)
- Валахия — Александр II Гика, господарь (1834—1842)
- Великобритания и Ирландия — 
  - Виктория, королева (1837—1901)
  - Уильям Лэм, премьер-министр (1834, 1835—1841)
- Венгрия — Фердинанд V (император Австрии Фердинанд I), король (1835—1848)
- Германский союз — 
  - Австрийская империя — Фердинанд I, император (1835—1848)
  - Ангальт —
    - Ангальт-Бернбург — Александр Карл, герцог (1834—1863)
    - Ангальт-Дессау — Леопольд IV, князь (1817—1853)
    - Ангальт-Кётен — Генрих, герцог (1830—1847)

  - Бавария — Людвиг I, король (1825—1848)
  - Баден — Леопольд, великий герцог (1830—1852)
  - Брауншвейг — Вильгельм, герцог (1830—1884)
  - Вальдек-Пирмонт — Георг II, князь (1813—1845)
  - Вюртемберг — Вильгельм I, король (1816—1864)
  - Ганновер — Эрнст Август, король (1837—1851)
  - Гессен — 
    - Гессен (великое герцогство) — Людвиг II, великий герцог (1830—1848)
    - Гессен-Гомбург — 
      - Людвиг, ландграф (1829—1839)
      - Филипп, ландграф (1839—1846)

    - Гессен-Филипсталь-Бархфельд — Карл, ландграф (1803—1854)

  - Гогенцоллерн-Гехинген — Константин, князь (1838—1849)
  - Гогенцоллерн-Зигмаринген — Карл, князь (1831—1848)
  - Лихтенштейн — Алоис II, князь (1836—1858)
  -  Люксембург — Вильгельм I, великий герцог (1815—1840)
  - Мекленбург —
    - Мекленбург-Стрелиц — Георг, великий герцог (1816—1860)
    - Мекленбург-Шверин — Пауль Фридрих, великий герцог (1837—1842)

  - Нассау (герцогство) — 
    - Вильгельм I, герцог (1816—1839)
    - Адольф, герцог (1839—1866)

  - Ольденбург — Август I, великий герцог (1829—1853)
  - Пруссия — Фридрих Вильгельм III, король (1797—1840)
    - Олесницкое княжество (герцогство Эльс) — Вильгельм Брауншвейгский, князь (1815—1884)

  - Рейсс-Гера — Генрих LXII, князь (1818—1854)
  - Рейсс-Грейц — Генрих XX, князь (1836—1859)
  - Саксония — Фридрих Август II, король (1836—1854)
    - Саксен-Альтенбург — Иосиф, герцог (1834—1848)
    - Саксен-Веймар-Эйзенах — Карл Фридрих, великий герцог (1828—1853)
    - Саксен-Кобург-Гота — Эрнст I, герцог (1826—1844)
    - Саксен-Мейнинген — Бернгард II, герцог (1803—1866)

  - Шаумбург-Липпе — Георг Вильгельм, князь (1807—1860)
  - Шварцбург-Зондерсгаузен — Гюнтер Фридрих Карл II, князь (1835—1880)
  - Шварцбург-Рудольштадт — Фридрих Гюнтер, князь (1807—1867)
- Греция — 
  - Оттон I, король (1832—1862)
  - Оттон I, премьер-министр (1837—1841, 1841—1843)
- Дания — 
  - Фредерик VI, король (1808—1839)
  - Кристиан VIII, король (1839—1848)
- Испания — Изабелла II, королева (1833—1868)
- Италия —
  - Лукка — Карл II, герцог (1824—1847)
  - Модена и Реджо — Франческо IV д’Эсте, герцог (1814—1846)
  - Королевство обеих Сицилий — Фердинанд II, король (1830—1859)
  - Парма и Пьяченца — Мария-Луиза Австрийская, герцогиня (1814—1847)
  - Сардинское королевство — Карл Альберт, король (1831—1849)
  - Тосканское великое герцогство — Леопольд II, великий герцог (1824—1859)
- Молдавское княжество — Стурдза, Михаил, господарь (1834—1849)
- Монако — Оноре V, князь (1819—1841)
- Нидерланды — Виллем I, король (1815—1840)
- Норвегия — Карл III (король Швеции Карл XIV Юхан), король (1818—1844)
- Папская область — Григорий XVI, папа (1831—1846)
- Португалия — Мария II, королева (1828, 1834—1853)
- Сербия — 
  - Милош Обренович, князь (1817—1839, 1858—1860)
  - Милан Обренович, князь (1839)
  - Михаил Обренович, князь (1839—1842, 1860—1868)
- Российская империя — Николай I, император (1825—1855)
- Франция — Луи-Филипп I, король (1830—1848)
- Чехия — Фердинанд V (император Австрии Фердинанд I), король (1835—1848)
- Швеция — Карл XIV Юхан, король (1818—1844)

## Океания
- Гавайи — Камеамеа III, король (1824—1854)
- Таити — Помаре IV, король (1827—1877)

- Фридрих Вильгельм III  
 1797-1840 
 Король Пруссии
- Махмуд II  
 1808-1839 
 Османский султан
- Николай I  
 1825-1855 
 Император Всероссийский
- Виктория  
 1837-1901 
 Королева Великобритании
- Рама III  
 1824-1851 
 Король Сиама
- Ранджит Сингх  
 1801-1839 
 Махараджа сикхов
- Карл XIV Юхан  
 1818-1844 
 Король Швеции и Норвегии
- Луи-Филипп I  
 1830-1848 
 Король Франции
- Даогуан (Мяньнин)  
 1820-1850 
  Император Китая (Цин)
- Фредерик VI  
 1808-1839 
 Король Дании
- Мохаммед    
 1834-1848 
 Шах Ирана
- Фердинанд I  
 1836-1848 
 Император Австрии, король Венгрии и Чехии
- Мартин Ван Бюрен 
 1837-1841 
  Президент США
- Виллем I  
 1815-1840 
 Король Нидерландов и великий герцог Люксембургский
- Леопольд I 
 1831-1865 
 Король Бельгии
- Вильгельм I  
 1816-1864 
 Король Вюртемберга
- Саид ибн Султан  
 1804-1856 
 Султан Омана
- Людвиг I  
 1825-1848 
 Король Баварии
- Жан Пьер Буайе  
 1818-1843 
 Президент Гаити
- Ранавалуна I  
 1828-1861 
 Королева Мадагаскара
- Карл Альберт  
 1831-1849 
 Король Сардинии
- Мария II  
 1834-1853 
 Королева Португалии
- Оттон I  
 1832-1862 
 Король Греции
- Фридрих Август II  
 1836-1854 
 Король Саксонии
- Изабелла II  
 1833-1868 
 Королева Испании
- Педру II  
 1831-1889 
 Император Бразилии
- Эрнст Август  
 1837-1851 
 Король Ганновера
- Нгуен Тхань-то  
 1820-1841 
 Император Вьетнама
- Милош Обренович  
 1816-1839,1858-1860 
 Князь Сербии
- Хуан Мануэль де Росас  
 1828-1832, 1835-1852 
 Президент Аргентины
- Хосе Гаспар Родригес де Франсия  
 1814-1840 
 Верховный диктатор Парагвая
- Фердинанд II  
 1830-1859 
 Король обеих Сицилий
- Бахадур Шах II  
 1837-1857 
 Падишах империи Великих Моголов
- Токугава Иэнари  
 1837-1853 
 Сёгун Японии
- Григорий XVI  
 1830-1846 
 Папа Римский